# Bareilles
Bareilles é uma comuna francesa na região administrativa de Occitânia, no departamento dos Altos Pirenéus. Estende-se por uma área de 20,84 km², Em 2010 a comuna tinha 49 habitantes (densidade: 2,4 hab./km²)..